# Karakorum (współczesne)

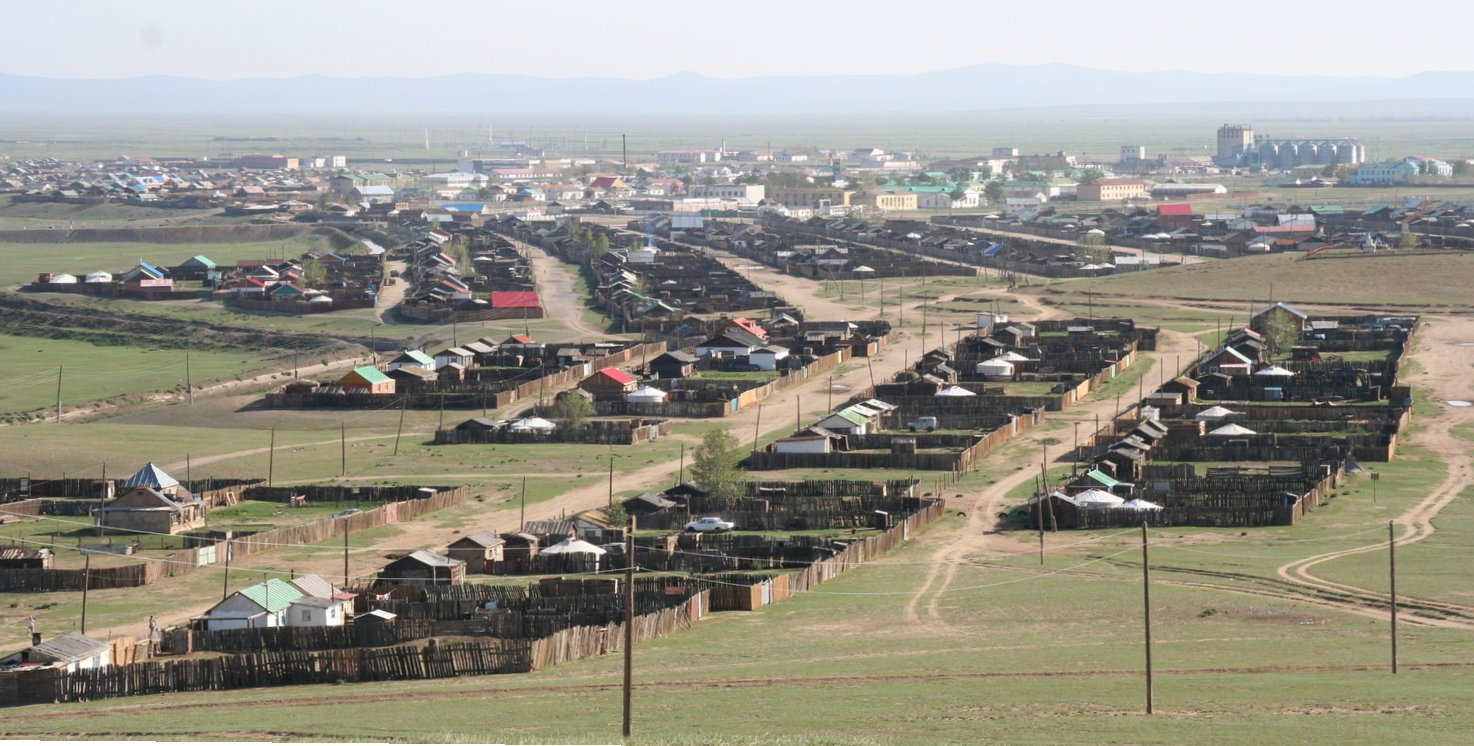
Karakorum

Karakorum, Charchorin (mong. Хархорин) – miasto w środkowej Mongolii w ajmaku południowochangajskim. 
W 2010 roku liczyło 8,4 tys. mieszkańców. Leży nad rzeką Orchon gol. Jest jedną z głównych w Mongolii baz turystycznych, gdyż w pobliżu leżą czołowe mongolskie zespoły zabytkowe: dawna stolica chanów mongolskich z czasów imperium mongolskiego Karakorum oraz jeden z najstarszych i największych klasztorów lamajskich Erdenedzuu chijd, który jako jeden z kilku w kraju częściowo przetrwał akcję niszczenia świątyń i mordowania zakonników urządzoną przez komunistów w 1937. W pobliżu znajduje się też jedno z bardziej popularnych uzdrowisk Mongolii - Chudżirt oraz największy w kraju wodospad, również będący dużą atrakcją turystyczną. 
W samym mieście w 1961 zbudowano młyn zbożowy (sfinansowany i zbudowany przez Węgry), trochę później także niewielki kombinat spożywczy. Polska zbudowała fabrykę spirytusu i fabrykę przetwórstwa odpadków, przekształconą później w fabrykę mięsną, a także jedyną w Mongolii elektrownię wodną. Ulokowana została na rzece Orchon gol.
W mieście znajduje się port lotniczy Karakorum.